# Sastamala
Sastamala est une ville de Finlande.

## Histoire

Fusions municipales ayant formé la zone actuelle de Sastamala de 1932 à 2013.

En 1973, Tyrvää et Karkku fusionnent avec Vammala.
Suodenniemi a rejoint Vammala en 2007.
Sastamala est créée le 1er janvier 2009 par la réunion des municipalités d'Äetsä, Mouhijärvi et Vammala.
Kiikoinen rejoint le nouveau Sastamala en 2013.
Le 1er janvier 2013, la commune de Kiikoinen a fusionné avec la ville de Sastamala.

## Géographie
Sastamala est située dans la province de Finlande-Occidentale, dans la région du Pirkanmaa.

## Démographie
Depuis 1980, l'évolution démographique de Sastamala est la suivante, :
| Année      | 1980   | 1985   | 1990   | 1995   | 2000   | 2005   |
| ---------- | ------ | ------ | ------ | ------ | ------ | ------ |
| population | 27 591 | 27 345 | 27 085 | 26 785 | 26 195 | 25 847 |

| Année      | 2010   | 2015   | 2020   |
| ---------- | ------ | ------ | ------ |
| population | 25 764 | 25 220 | 24 251 |

## Politique et administration

### Élections municipales
Après les élections municipales finlandaises de 2021, la répartition des sièges du conseil municipal est la suivante :
| Parti | Parti                 | Sièges 2021-2025 |
| ----- | --------------------- | ---------------- |
|       | Kokoomus              | 11               |
|       | Keskusta              | 10               |
|       | SDP                   | 8                |
|       | Perussuomalaiset      | 7                |
|       | Vasemmistoliitto      | 2                |
|       | Vihreät               | 2                |
|       | Kristillisdemokraatit | 2                |
|       | RKP                   | 1                |

## Transports

### Ferroviaires
La voie ferrée Tampere–Pori passe par Sastamala.
Les trains s'arrêtent dans la ville aux gares de Vammala et Karku.

### Aériens
Les aéroports les plus proches de Sastamala sont l'aéroport de Tampere-Pirkkala et l'aéroport de Pori.

### Routiers
Sastamala est traversée par la nationale 11 (Tampere-Pori) et par la route nationale 12 (Tampere-Rauma).
La route principale 44 part de Kiikka, traverse Kankaanpää, et va jusqu'à Kauhajoki.
De nombreuses routes régionales relient également la ville à Hämeenkyrö (Seututie 249), Punkalaidun (Seututie 252), Vesilahti (Seututie 301), à Lempäälä (Seututie 301), Nokia et Lavia.

#### Distances
- Helsinki 190 km
- Huittinen 25 km
- Hämeenlinna 100 km
- Kankaanpää 70 km
- Nokia 35 km
- Pori 75 km
- Rauma 90 km
- Tampere 50 km
- Turku 115 km

## Économie

### Principales entreprises
En 2021, les principales entreprises de Satamala par chiffre d'affaires sont :
| Société                 | C.A.  |
| ----------------------- | ----- |
| Kalaneuvos Oy           | 73 M€ |
| Vexve Oy                | 47 M€ |
| Levorannan Autoliike Oy | 42 M€ |
| Dragon Mining Oy        | 36 M€ |
| Teknikum Oy             | 35 M€ |
| Lojer Oy                | 34 M€ |
| Jackon Finland Oy       | 31 M€ |
| K-Citymarket Sastamala  | 18 M€ |
| Kirami Oy               | 16 M€ |
| Liha Hietanen Oy        | 14 M€ |

### Employeurs
En 2021, ses plus importants employeurs sont:
| Employeur                                     | Employés |
| --------------------------------------------- | -------- |
| JTV-Partner Oy                                | 295      |
| Teknikum Oy                                   | 224      |
| Vexve Oy                                      | 198      |
| Sastamalan Ruoka- ja Puhtauspalvelut Oy Servi | 166      |
| Lojer Oy                                      | 161      |
| Jackon Finland Oy                             | 115      |
| Kalaneuvos Oy                                 | 93       |
| FP FinnProfiles Oy                            | 59       |
| Levorannan Autoliike Oy                       | 54       |
| Leipurin Kahvila                              | 50       |

## Lieux et monuments
- Église Saint-Olaf
- Église de Sastamala
- Maison de la culture Jaatsi
- Centrale hydroélectrique d'Äetsä
- Musée de Keikyä
- Kokemäenjoki
- Ellivuori
- Rautavesi, Liekovesi et Kulovesi
- Maison de Herra Hakkarainen
- Golf de Vammala
- Musée de l'auto et du tracteur de Vammala

## Jumelages
| Ville | Ville             | Pays | Pays     |
| ----- | ----------------- | ---- | -------- |
|       | Commune de Pihtla |      | Estonie  |
|       | Halden            |      | Norvège  |
|       | Kachine           |      | Russie   |
|       | Kuressaare (d)    |      | Estonie  |
|       | Ringsted          |      | Danemark |
|       | Skövde            |      | Suède    |
|       | Vásárosnamény     |      | Hongrie  |

## Personnalités
Des personnalités de Sastamala (Vammala, Tyrvää, Karkku, Kiikoinen, Suodenniemi, Mouhijärvi et Äetsä).
- Akseli Gallen-Kallela, artiste peintre,
- Mauri Kunnas, écrivain pour enfants
- Jonne Aaron, chanteur
- Kaarlo Sarkia, poète
- Lauri Ahlgrén, artiste,
- Jorma Vanamo, diplomate
- Kalevi Numminen, hockeyeur
- Mikko Esko, joueur de volleyball
- Mikko Oivanen, joueur de volleyball
- Johanna Halkoaho, athlète
- Gary Sundgren, footballeur
- Kaarle Ellilä, homme politique

## Galerie

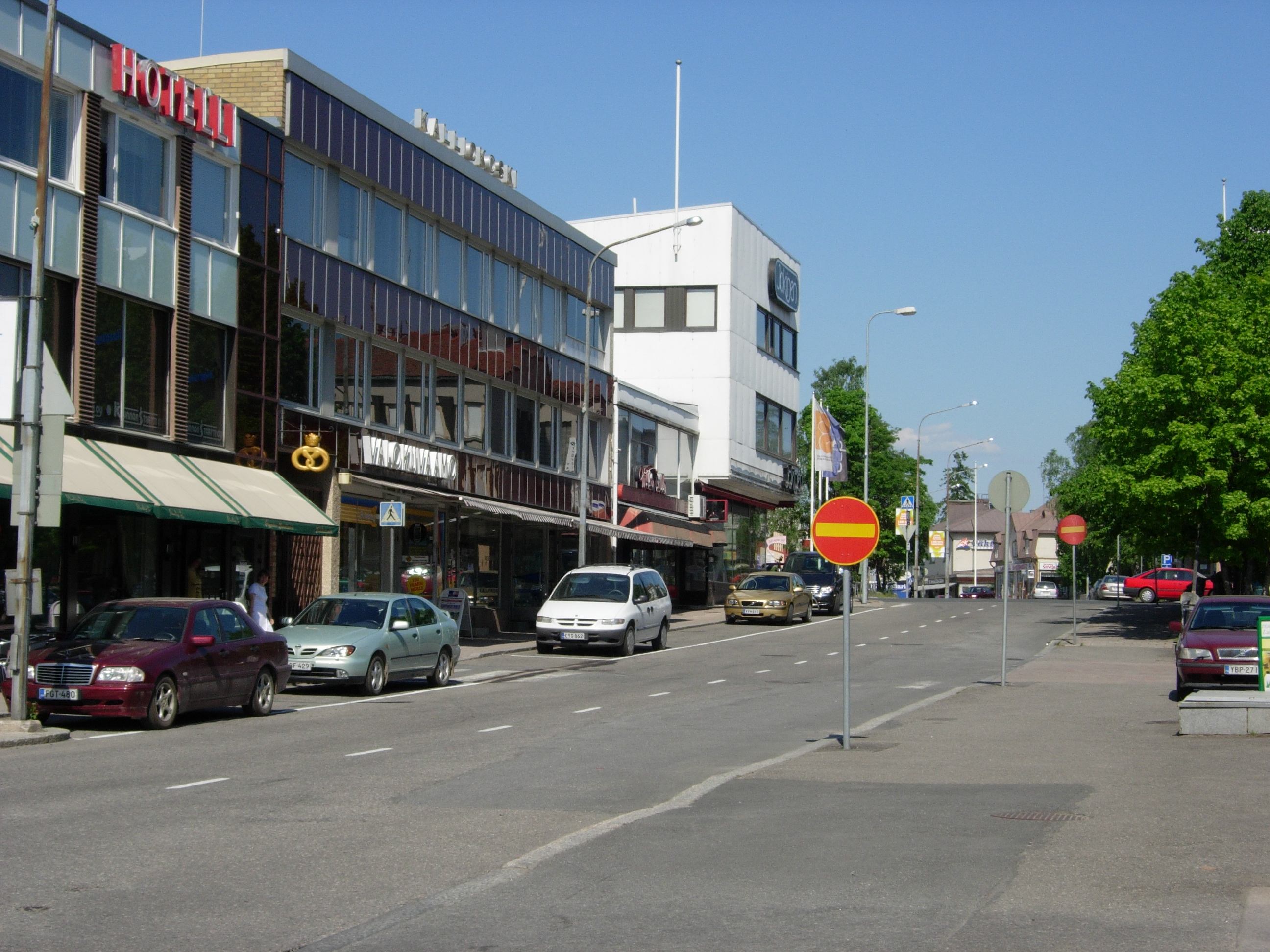
La rue onkiniemenkatu
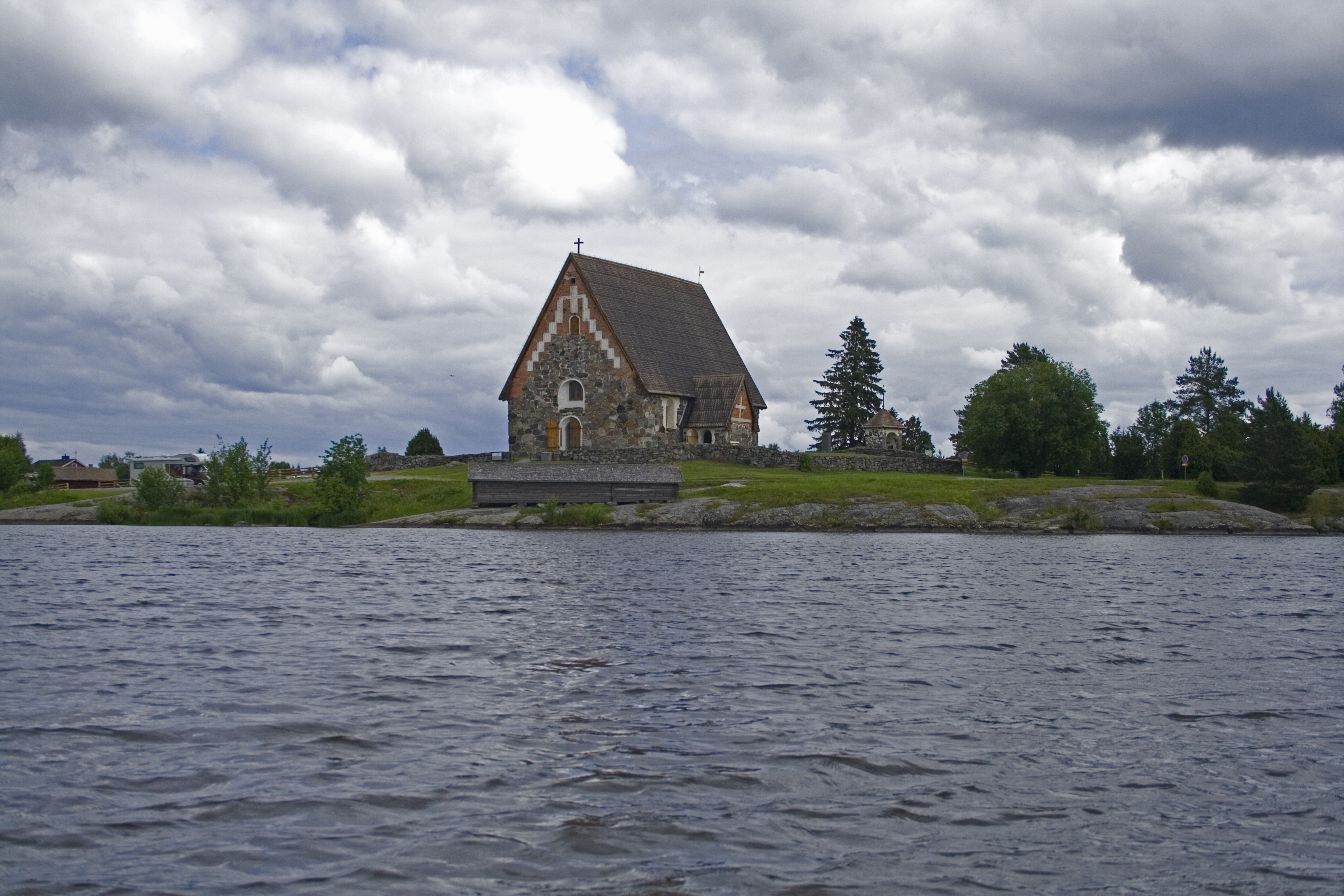
L'église Saint-Olaf
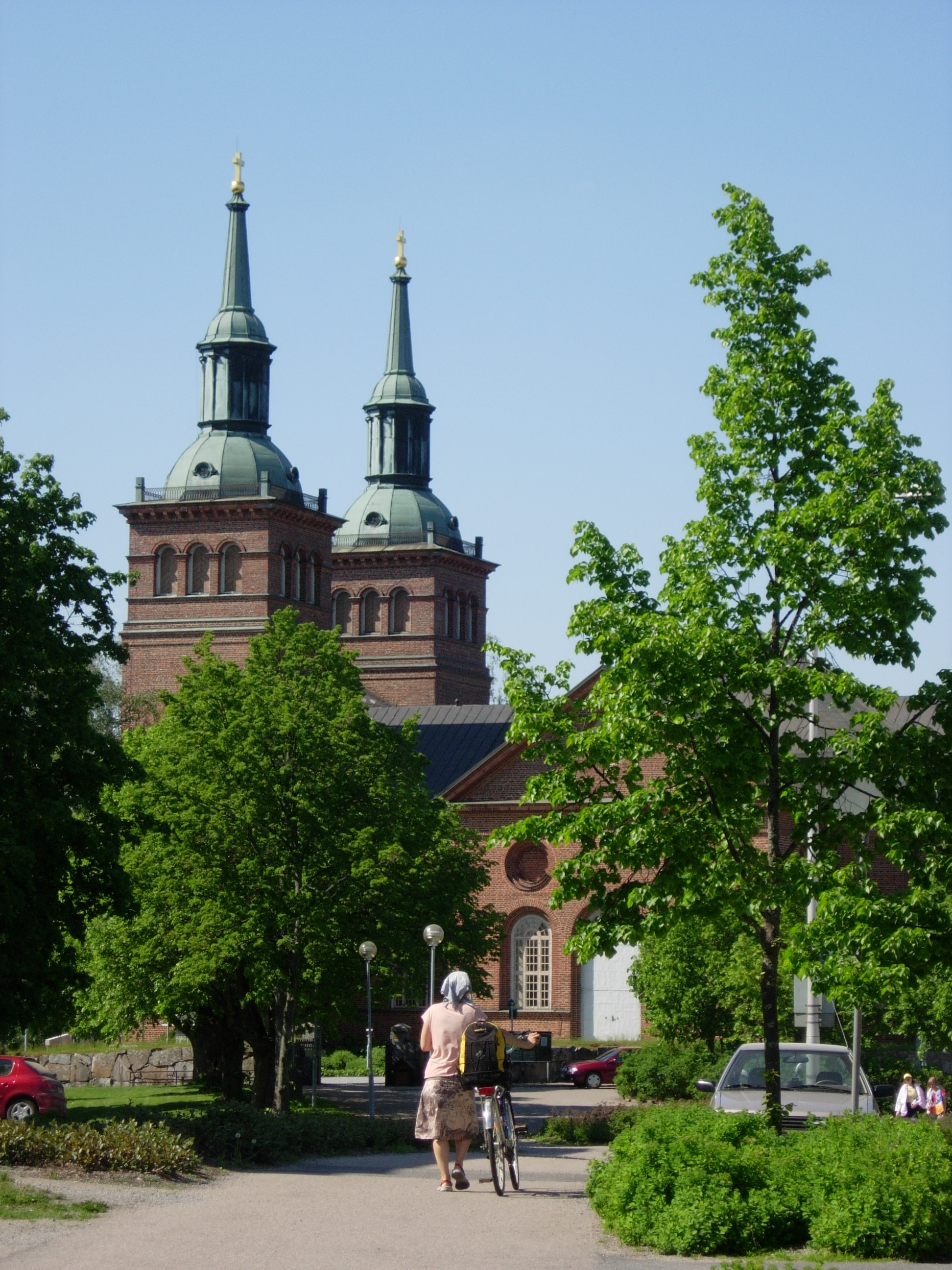
L'église de Tyrvää
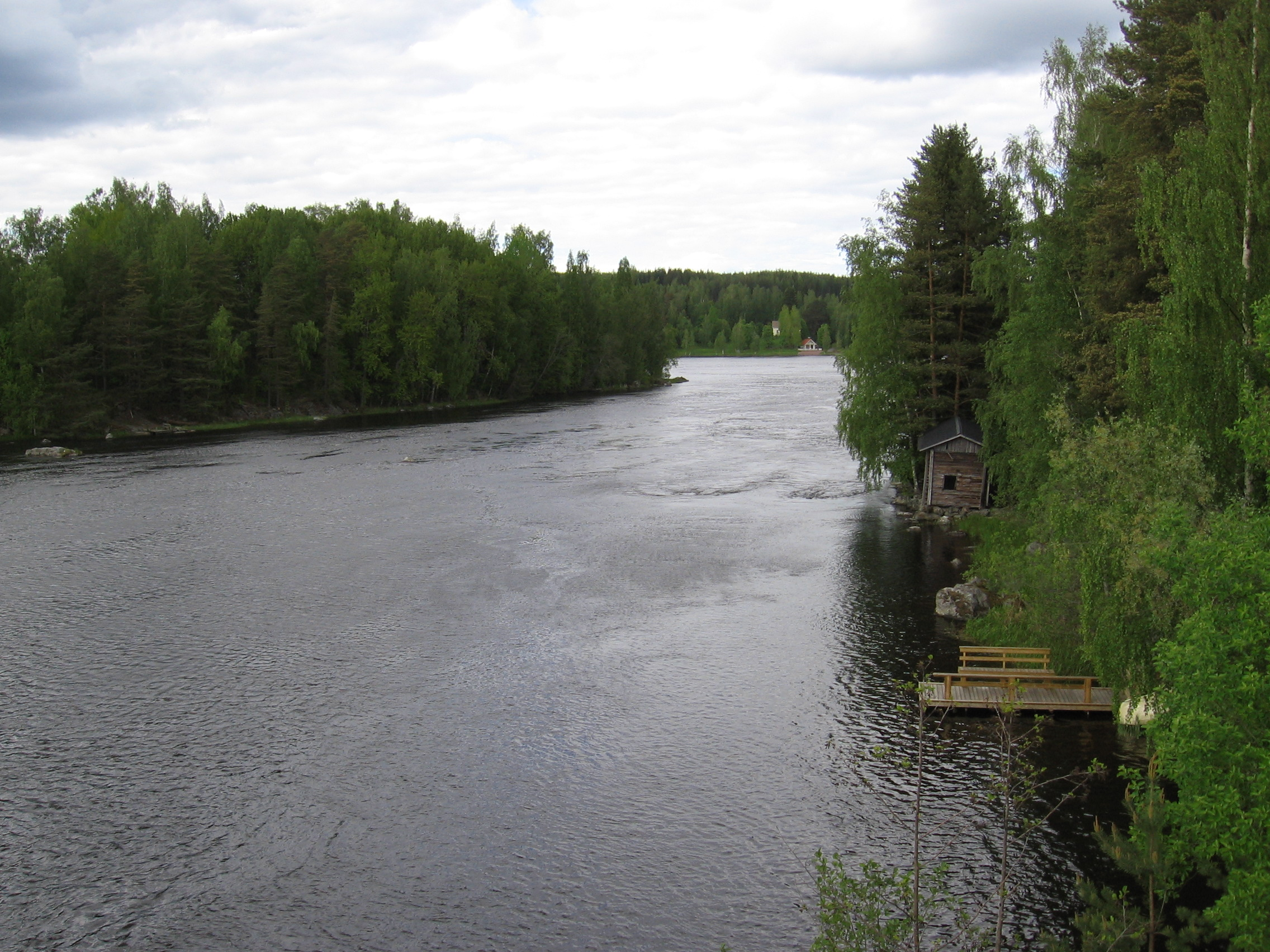
Lac Rautavesi à Myllyvuolle
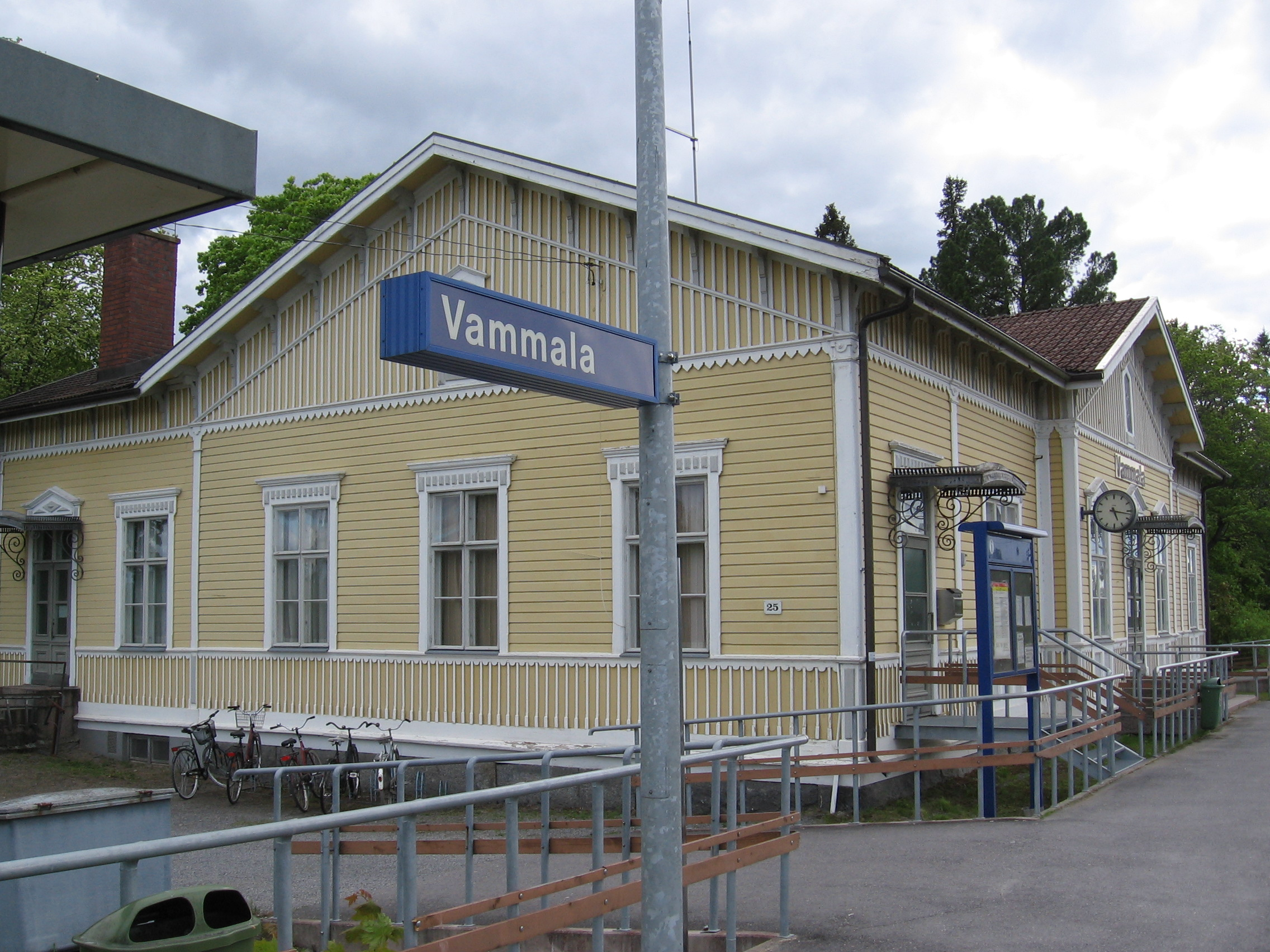
gare de Vammala
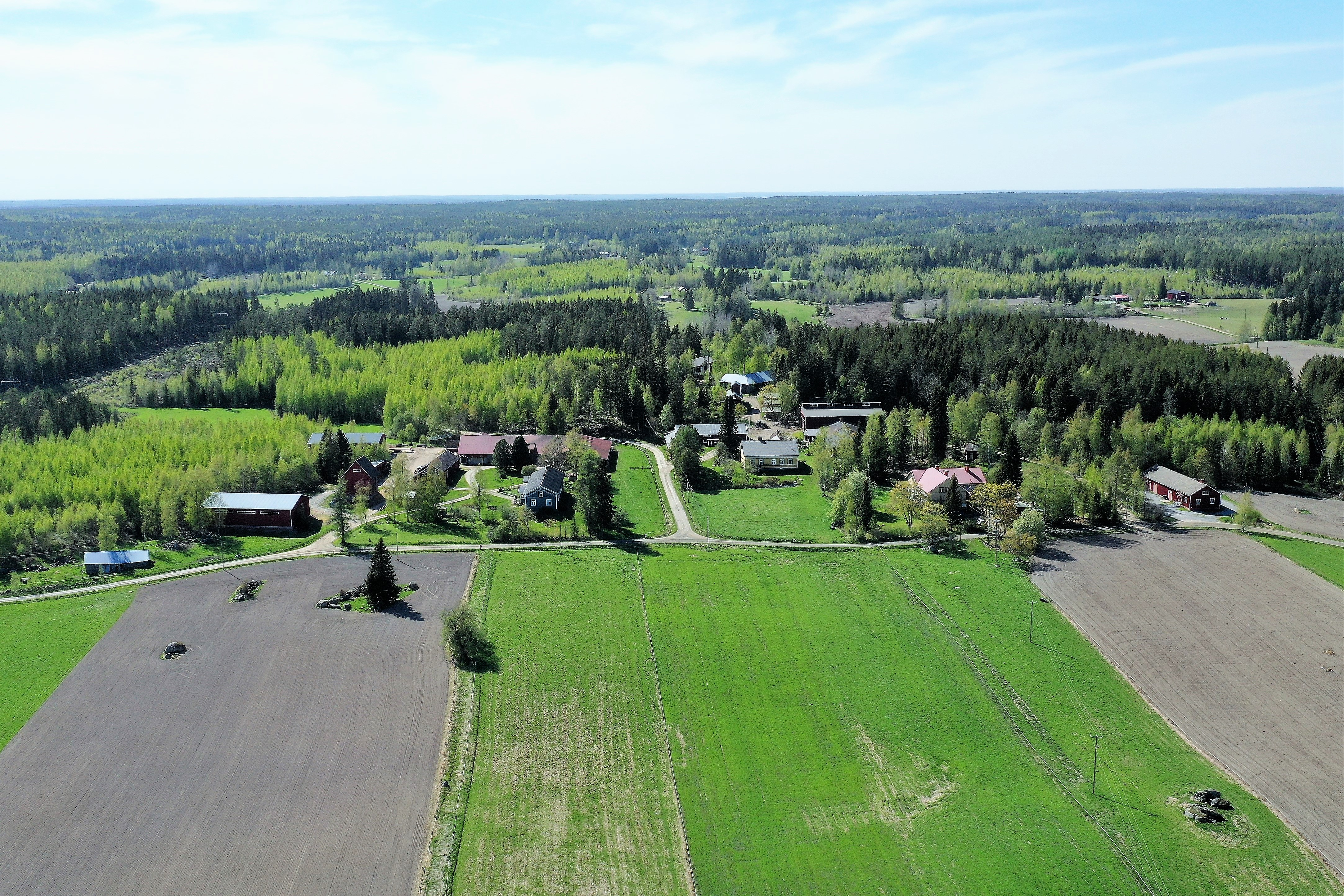
Village de Leppälampi.
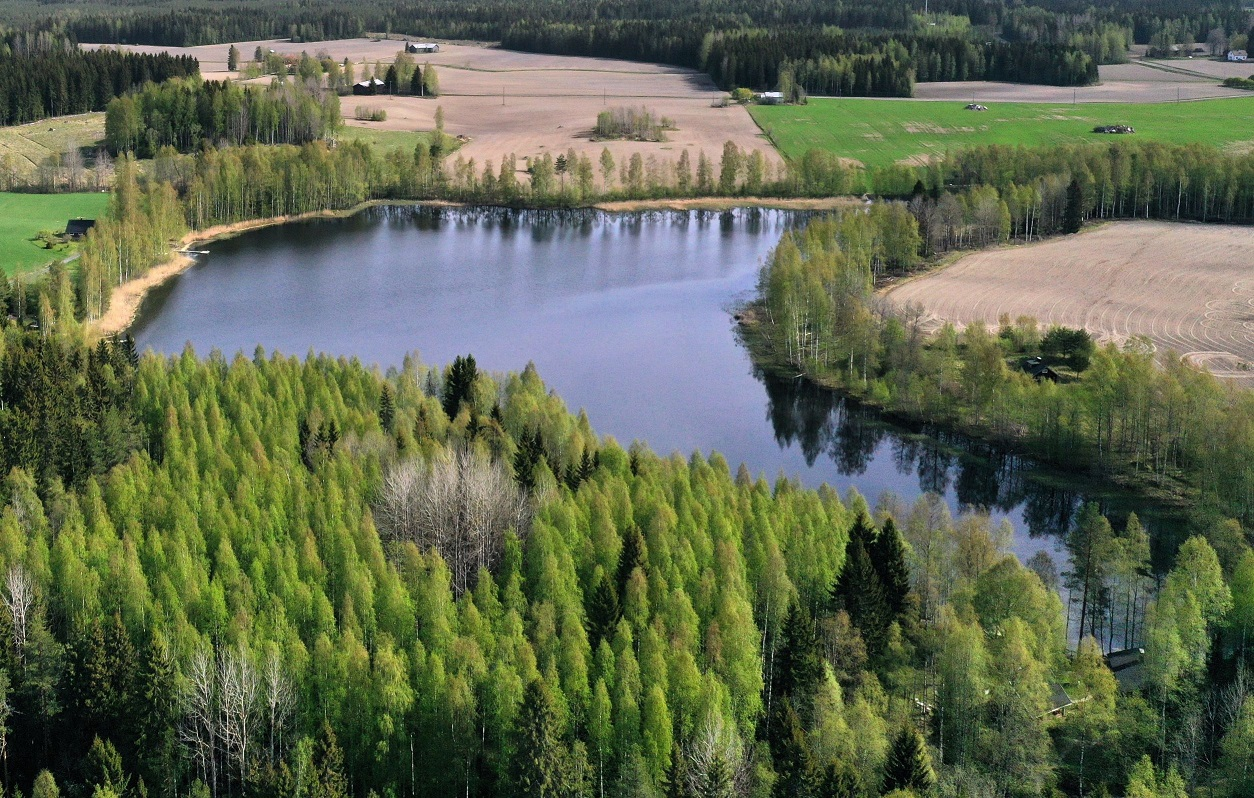
Lac Lamminjärvi.
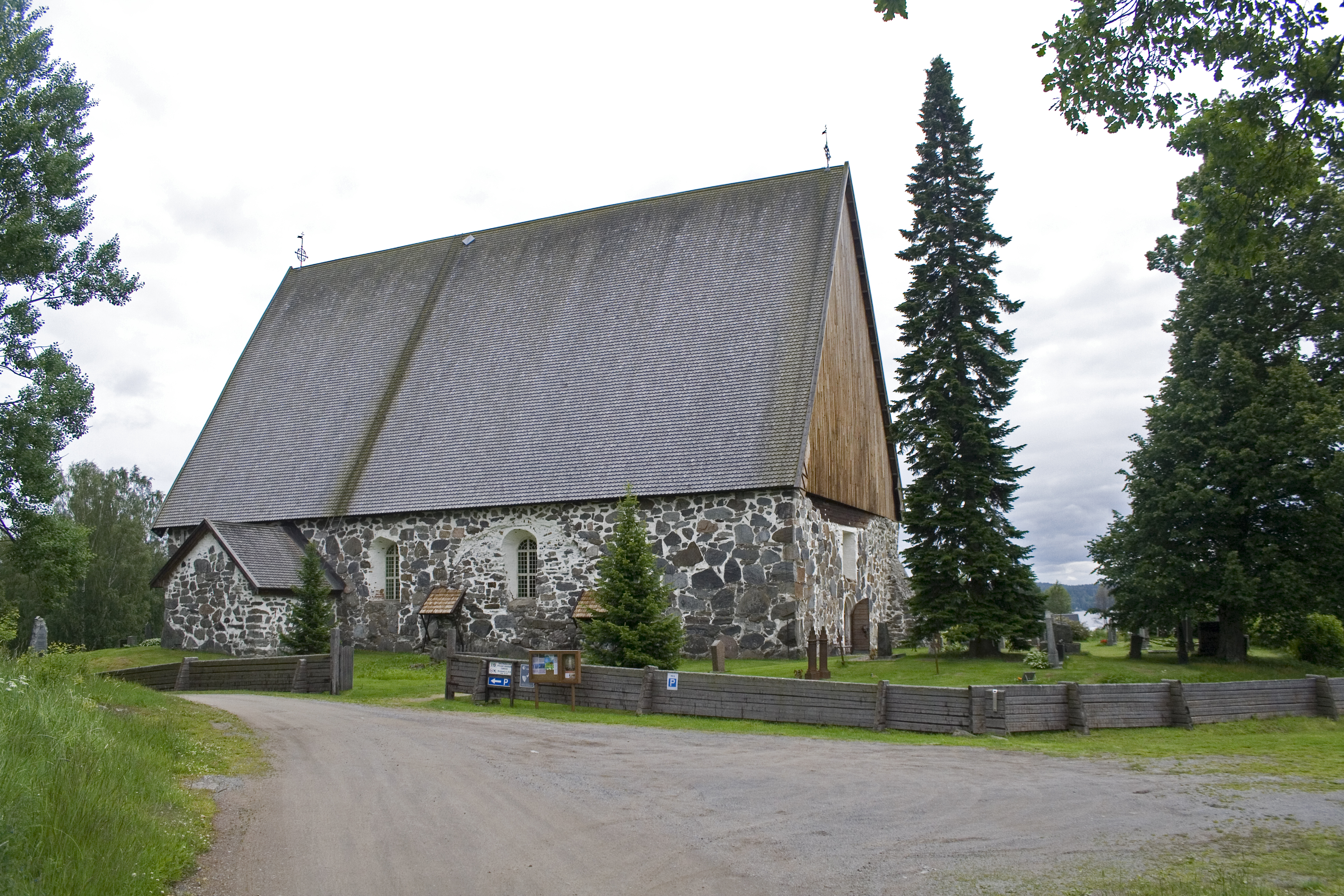
Église de Sastamala.
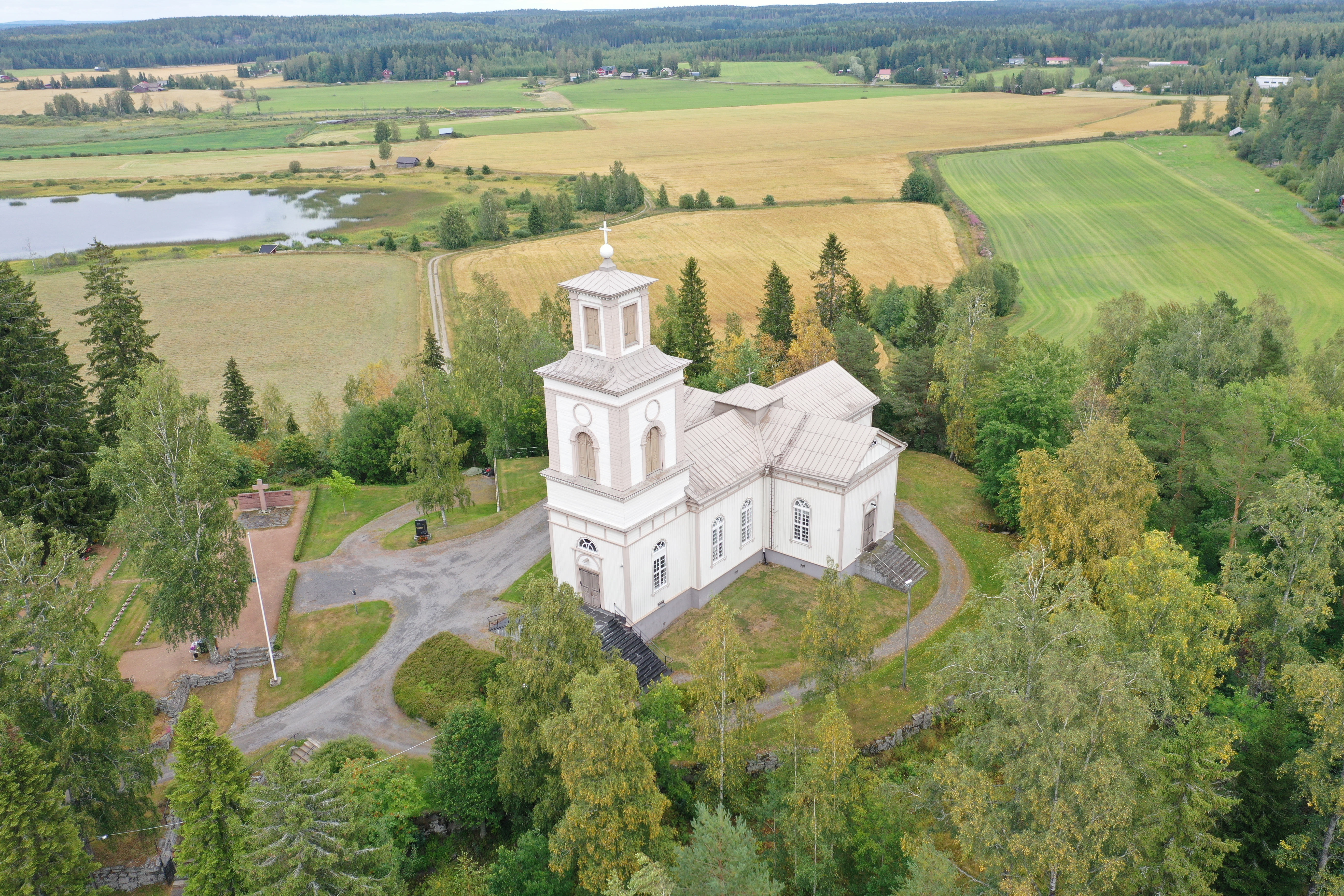
Église de Suodenniemi.